# Helius (Rhampholimnobia) simulator
Helius (Rhampholimnobia) simulator is een tweevleugelige uit de familie steltmuggen (Limoniidae). De soort komt voor in het Australaziatisch gebied.